# I’ll Never Stop Loving You
I’ll Never Stop Loving You ist ein Song von Nicholas Brodszky (Musik) und Sammy Cahn (Text), der 1955 veröffentlicht wurde.
Brodszky und Cahn schrieben I’ll Never Stop Loving You für den Film Tyrannische Liebe (Originaltitel: Love Me or Leave Me, 1955) unter der Regie von Charles Vidor, mit Doris Day und James Cagney in den Hauptrollen. Doris Day stellt den Song in dem Film vor. I’ll Never Stop Loving You erhielt 1956 eine Oscar-Nominierung in der Kategorie Bester Song. Der Song in der Version von Doris Day erreichte Platz 15 der Billboard-Bestseller-Charts.
Eine Aufnahme von Doris Day mit dem Orchester von Percy Faith erschien bei Columbia 4-40505 (gekoppelt mit Never Look Back), in Europa bei Philips (PB497, gekoppelt mit Ten Cents a Dance).
Bereits im Jahr 1955 wurde der Filmsong von Charlie Spivak und Cannonball Adderley gecovert, ferner von Slim Whitman (Imperial X8298) und Lex Baxter. Zu den Jazzmusikern, die I’ll Never Stop Loving You interpretierten, zählten u. a. Ahmad Jamal, Dodo Greene, Dinah Washington, Nancy Wilson / Jimmy Jones, Hal Galper und Charles McPherson, in späteren Jahren auch Monty Alexander, Frank Mantooth, Rob McConnell, Jeremy Pelt und Eric Reed.